# Aire urbaine de Longwy (partie française)
L'aire urbaine de Longwy est une aire urbaine française centrée sur les dix communes de l'unité urbaine de Longwy (partie française). Composée de 56 communes de Meuse et Moselle, elle comptait 73 116 habitants en 2013, ce qui la classe 123ème dans la liste des aires urbaines de France.
En 1999, elle n'était composée que de neuf communes. Lors du redécoupage de 2010, l'INSEE a pris en compte l'ensemble de l'unité urbaine transfrontalière pour définir les communes polarisées, ce qui a conduit à cet agrandissement très marqué.

## Caractéristiques en 1999
D'après la définition qu'en donne l'INSEE, l'aire urbaine de Longwy est composée de 9 communes, situées en Meurthe-et-Moselle. Ses 40 582 habitants font d'elle la 160e aire urbaine de France.
8 communes de l'aire urbaine sont des pôles urbains.
Le tableau suivant détaille la répartition de l'aire urbaine sur le département (les pourcentages s'entendent en proportion du département) :
| Département        | Communes | Communes (%) | Superficie (km²) | Superficie (%) | Population (1999) | Population (%) |
| ------------------ | -------- | ------------ | ---------------- | -------------- | ----------------- | -------------- |
| Meurthe-et-Moselle | 9        | 1,5          | 59,43            | 1,1            | 40 582            | 5,7            |

L'aire urbaine de Longwy est rattachée à l'espace urbain Est.